# Ponteilla
Ponteilla is een gemeente in het Franse departement Pyrénées-Orientales (regio Occitanie). De plaats maakt deel uit van het arrondissement Perpignan. Ponteilla telde op 1 januari 2022 3.012 inwoners.

## Geografie
De oppervlakte van Ponteilla bedroeg op 1 januari 2022 13,78 vierkante kilometer; de bevolkingsdichtheid was toen 218,6 inwoners per km².

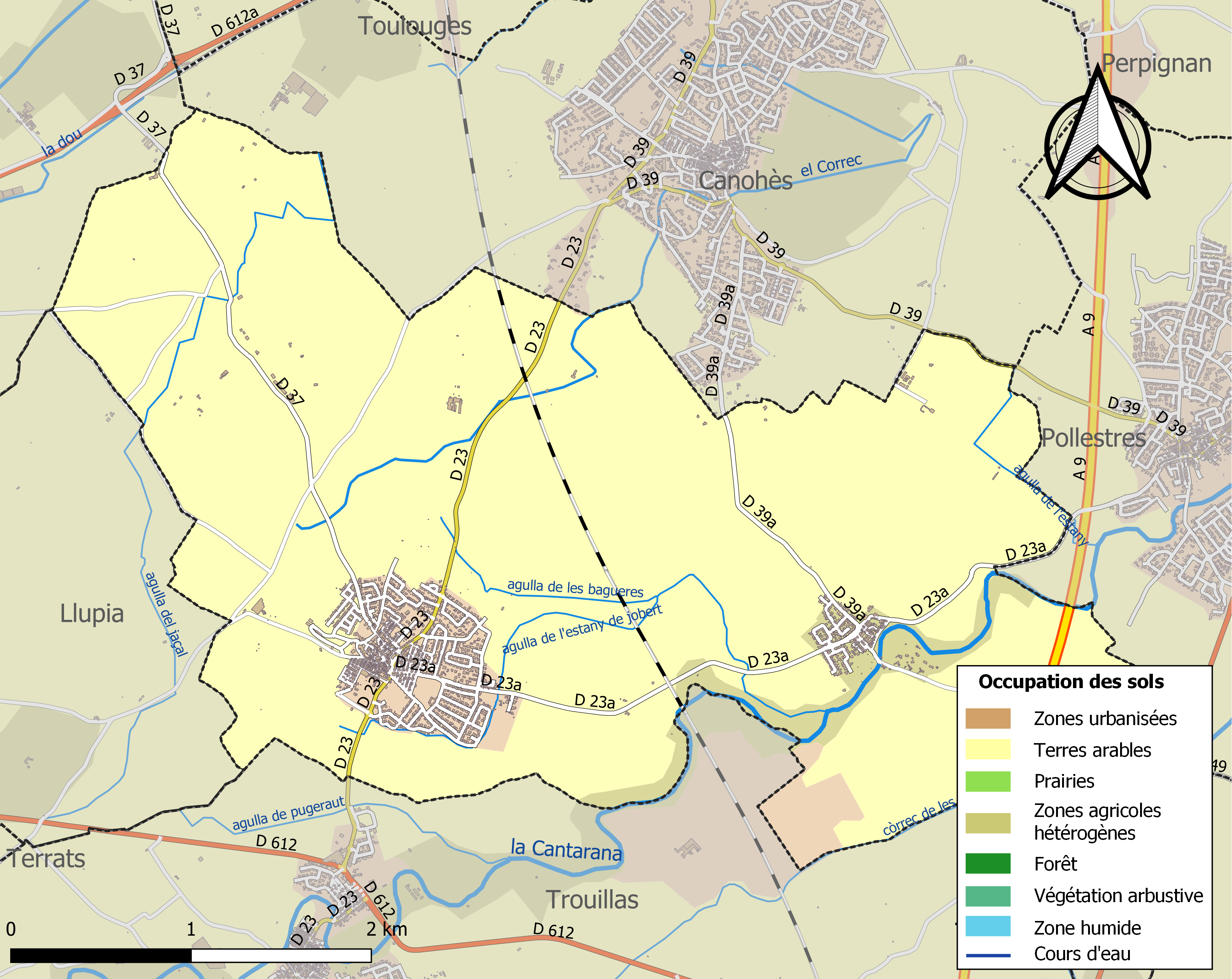
Kaart van de gemeente met de belangrijkste infrastructuur, bodemgebruik en omliggende gemeenten

## Demografie
Onderstaande figuur toont het verloop van het inwonertal (bron: INSEE-tellingen).